# シドニー・オペラハウス
シドニー・オペラハウス（Sydney Opera House）は、オーストラリア・シドニーにある20世紀を代表する近代建築物であり、世界的に有名な歌劇場・コンサートホール・劇場でもある。オペラ・オーストラリア、シドニー・シアター・カンパニー、シドニー交響楽団の本拠地になっている。
設計者は計画決定当時は無名であった建築家のヨーン・ウッツォンであるが、独創的な形状と構造設計の困難さなどにより工事は大幅に遅れ、1959年に着工したものの竣工は1973年となった。世界で最も建造年代が新しい世界遺産であり、完成後はシドニーのみならずオーストラリアのシンボルとしても親しまれている。シドニー港に突き出した岬であるベネロング・ポイントに位置し、貝殻やヨットの帆を思わせる外観は、シドニー・ハーバーブリッジとともに、シドニーを訪れる観光客の定番の撮影スポットでもある。

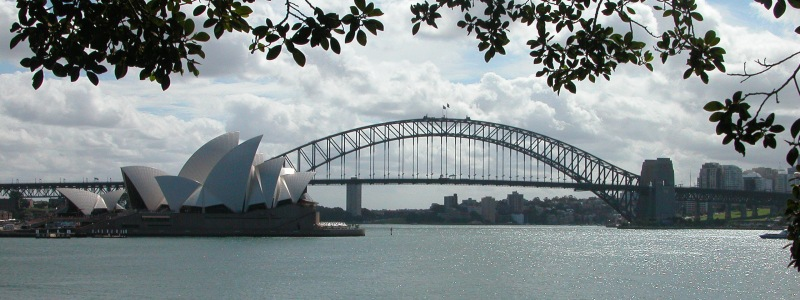
オペラハウスとハーバーブリッジ、シドニーを代表する風景

## 概要

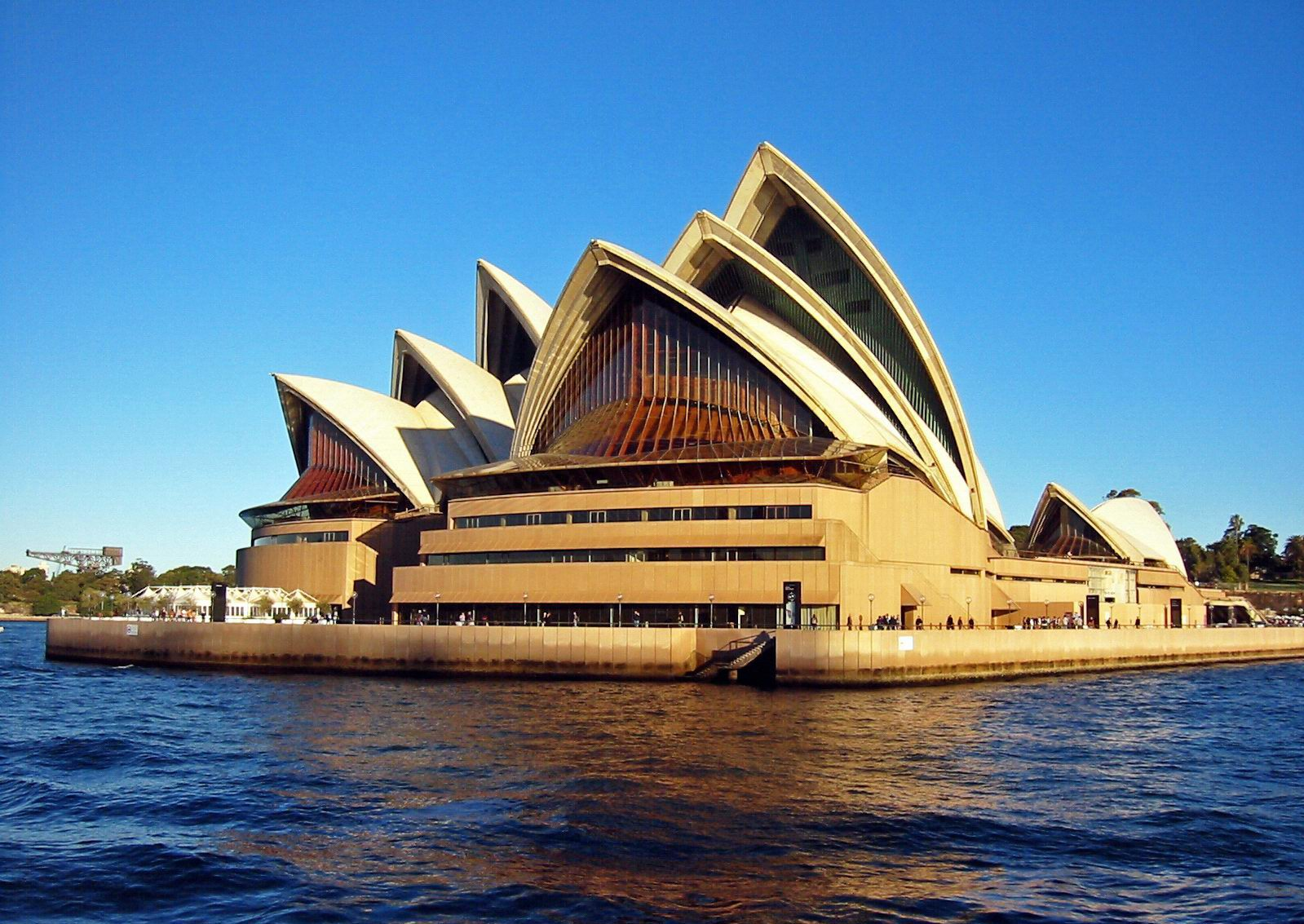
オペラハウス

ポート・ジャクソン湾に突き出したベネロング・ポイントの突端に位置するオペラハウスの面積は1.8ヘクタール（4.5エーカー）で、総面積は4.5ヘクタール（11エーカー）。
ホールの構成はオーケストラの演奏会などが行われるコンサートホール、オペラが行われるオペラ劇場、ミュージカルや演劇などが行われるドラマシアター、プレイハウス、ピアノ演奏会など小規模な演奏会が行われるスタジオシアターがある。
- コンサートホール：収容人数2,679席。世界最大級の機械式パイプオルガン、「グランドオルガン」がある。
- ジョーン・サザーランド劇場：1,507席。オペラ・オーストラリアの本拠地でもある。旧・オペラ劇場。2012年にリニューアルを行った際、ソプラノ歌手のジョーン・サザーランドの名称を冠した現名称となった。
- ドラマシアター：544席
- プレイハウス：398席
- スタジオシアター：364席

その他、5つのリハーサルスタジオ、4つのレストランと6つのバーなどがある。
建物の長さは183mで、最も広いところで120mの幅がある。海面下25mまで打ち込まれたコンクリート製の杭が建物の基礎となっている。屋根と外壁を兼ねた白いシェルには、白色と淡い桃色の釉薬をかけたスウェーデン製のタイルが105万6000枚張られている。このタイルは汚れが自然に洗い流されるように設計されていたが、竣工後は現在に至るまで継続的に清掃や張替えが行われている。ホールの内装は、地元ニューサウスウェールズ州のピンク色の花崗岩と合板などでできている。

## 歴史

### 構想段階

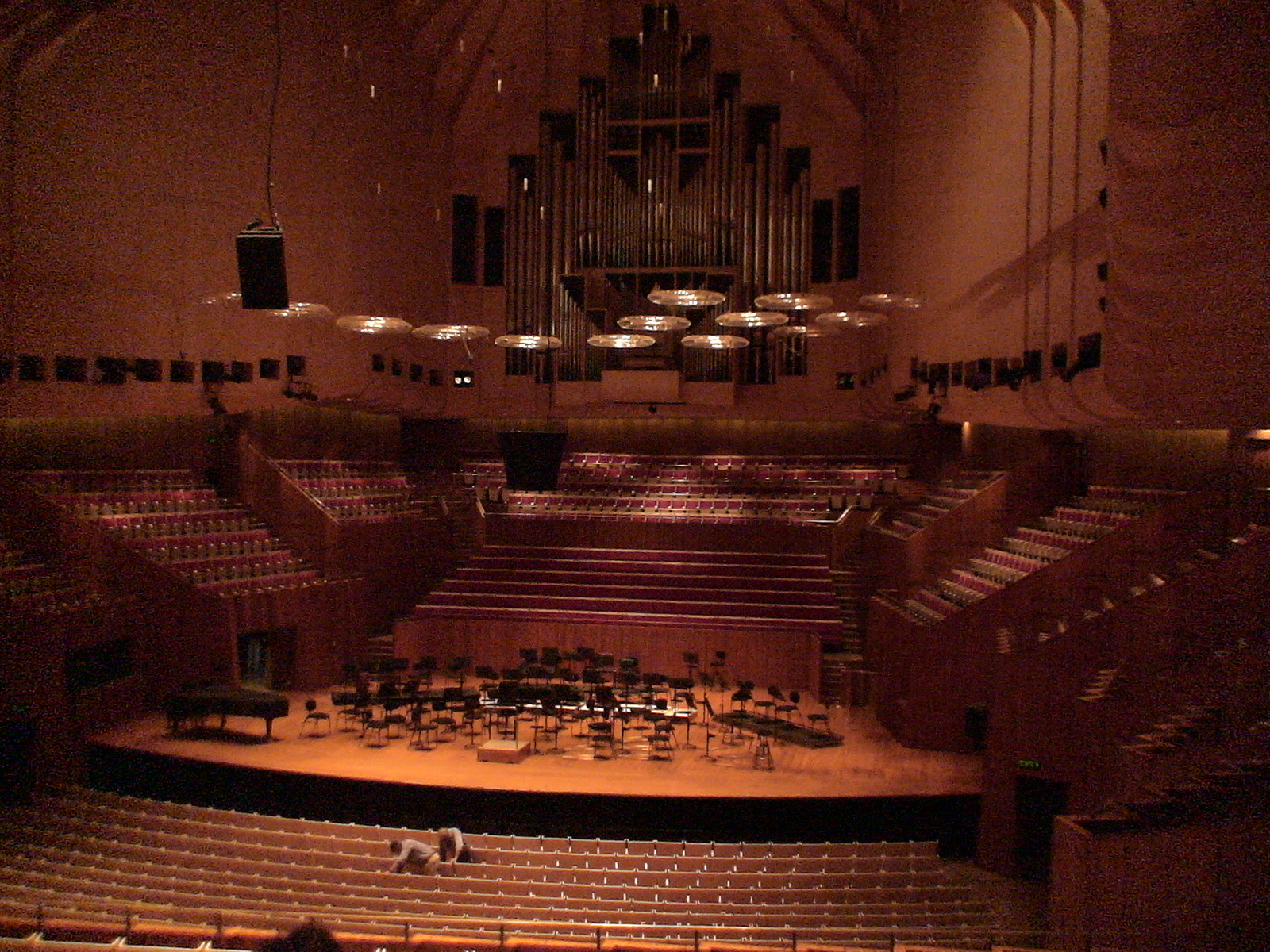
コンサートホール内観とグランドオルガン

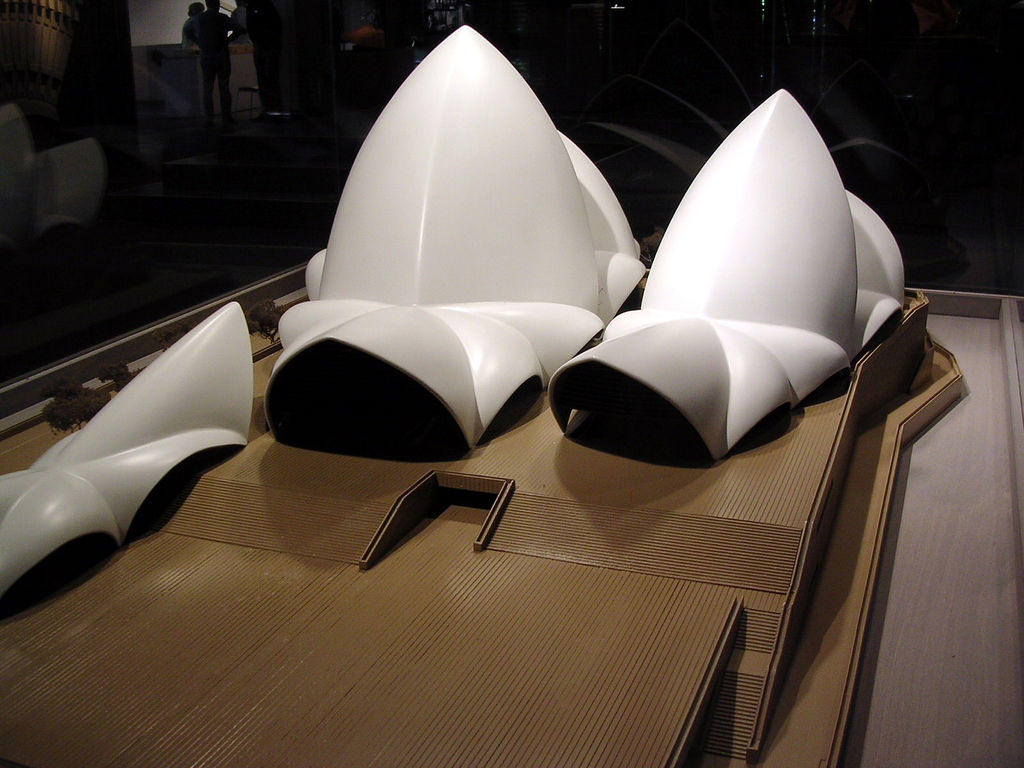
シドニー・オペラハウスの初期案の模型（マケット）

1940年代末、ニューサウスウェールズ州立音楽院の校長であったユージン・グーセンスは、音響的に完全な大型コンサートホールをシドニーに建設すべきであると主張し、政財界の要人を説き伏せるべく奔走した。シドニー・オペラハウスの実現は、グーセンスの努力によるところが大きい。当時シンフォニーコンサートを開催できる会場としてはシドニー・タウン・ホールがあったが、十分な大きさがあるとはいえなかった。1954年、ついにグーセンスはニューサウスウェールズ州首相のジョゼフ・カール（Joseph Cahill）の支援を得ることができ、首相はコンサートやオペラ公演の可能なホールのデザイン案の公募を行った。
現在オペラハウスはシドニー市街北部の岬、ベネロング・ポイントの突端に立地しているが、ここに劇場を建設することにこだわったのもグーセンスであった。ベネロン・ポイントにはかつてマッコーリー要塞（Fort Macquarie）があり、1901年以来要塞跡地には路面電車の車庫が建っていたが、グーセンスはここをオペラハウス用地にしようとした。カール首相はシドニー中心部の北西に位置するウィンヤード駅周辺を希望していたが、グーセンスに押し切られた。
カールが組織した建築設計競技には世界から233件の応募があった。この中から当時は無名であったデンマークの建築家、ヨーン・ウッツォン（Jørn Utzon）の設計案が選ばれ、1955年に基礎デザインが決定した。ウッツォンの描いた帆や貝殻の群れを思わせる複雑で有機的なデザインは一次選考で落選していたが、審査委員を務めた建築家エーロ・サーリネンがこのアイディアを気に入り、最終選考に復活させ強く支持したとされる。ウッツォンは1957年シドニーに到着し、建設の指揮を執ることとなった。

### ウツソンの苦闘
ベネロング・ポイントにあった電車車庫は1958年に取り壊され、1959年3月にオペラハウスの着工式が行われた。建設計画は3段階からなっていた。第1段階では台壁の建設が、第2段階では建物を覆うコンクリート・シェル構造の建設が、第3段階では内装の工事が予定されていた。工費は350万オーストラリアドル（700万米ドル）、完成は1963年を予定していた。
工事の第1段階（1958年－1963年）は1958年12月5日に始まり、台壁の工事は1959年5月5日にシビル&シビック社によって着手された。州政府は、資金調達や市民の意見が工事の障害になることを恐れ、工事の開始を早めさせた。しかしこのとき、ウッツォンのデザインをどう実現するかという構造設計の問題が起こっていた。特に帆のようなコンクリート・シェルはこの時点では放物線（パラボラ）の断面をした案であったが、どのように設計してシェルの重さや海風の圧力を支えるかが決定しておらず、模型を使った風洞実験にも失敗していた。
1961年1月23日の時点で、雨天続きの天候、正式な建築図面の完成前に着工を急がせたこと、工事契約の変更など予定外の困難が起こったことで、工事は47週もの遅れが発生していた。台壁の工事は1962年8月31日に完成した。

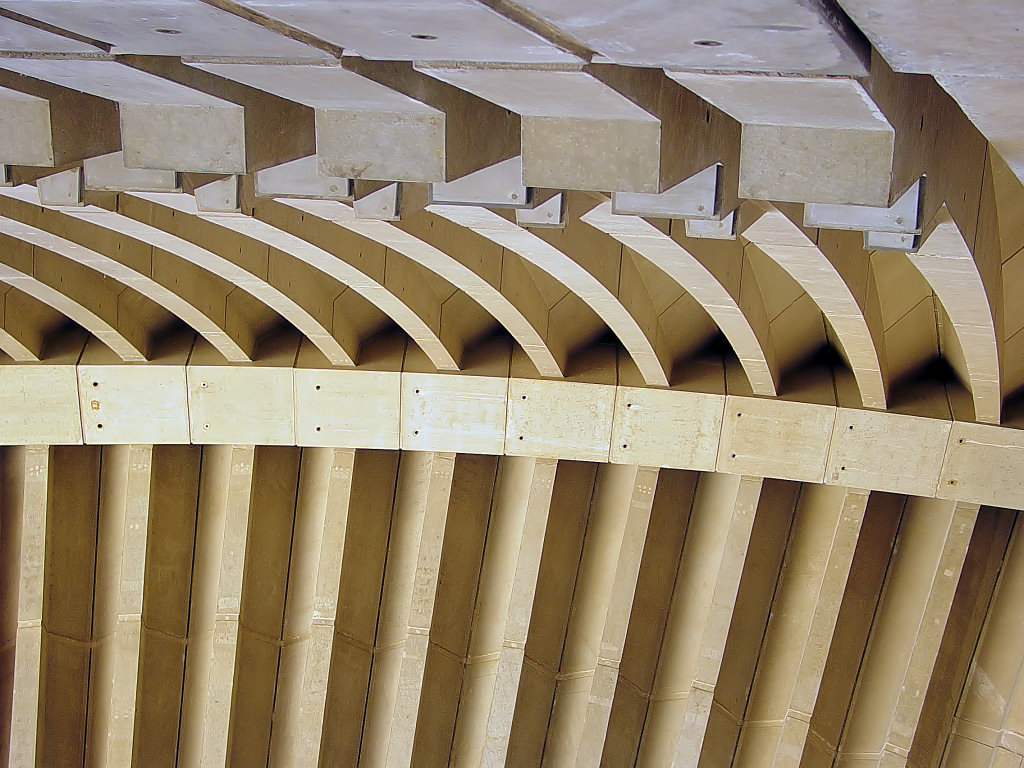
シドニー・オペラハウスの帆の形をした屋根のリブの写真

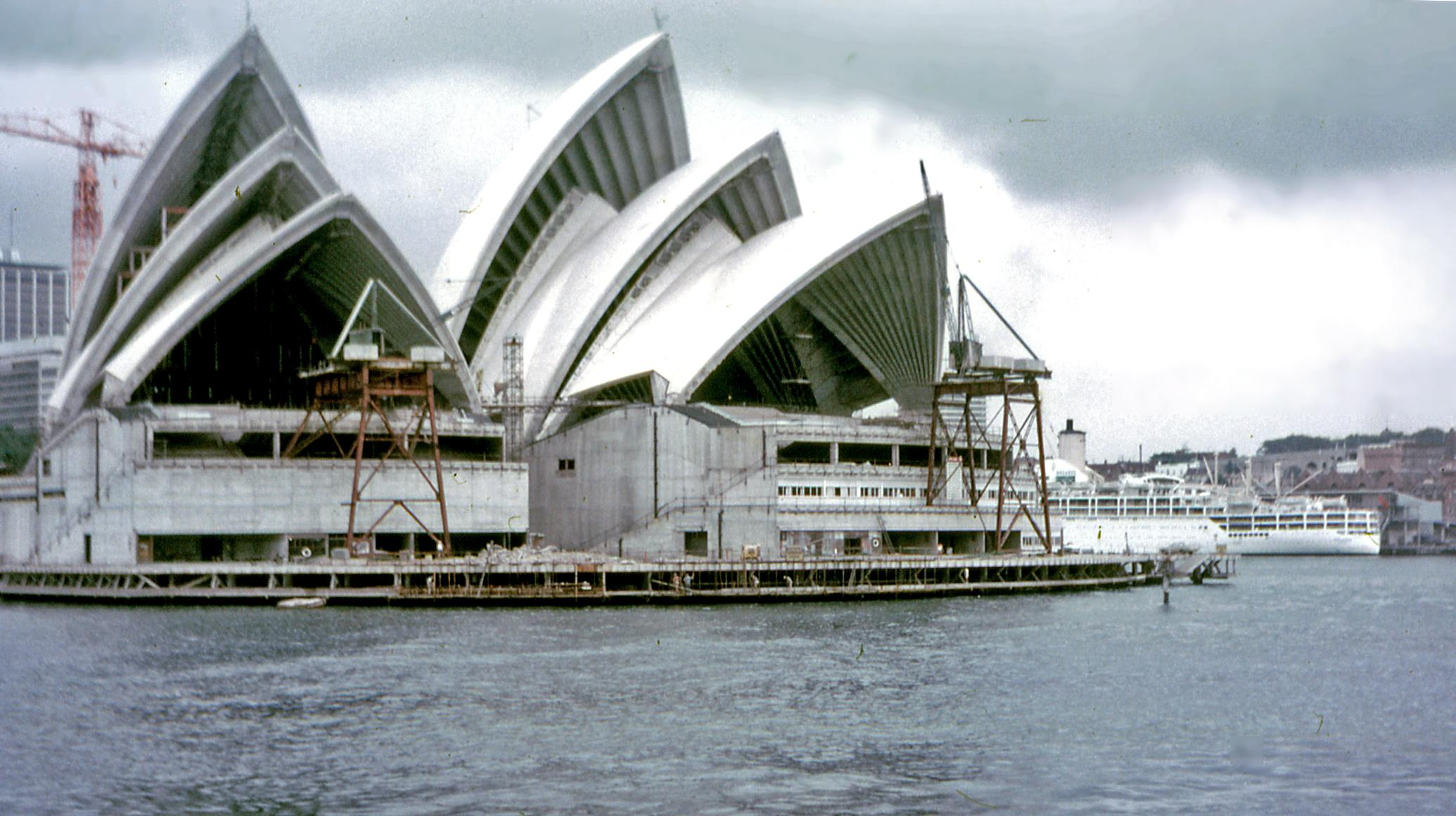
建設中のシドニー・オペラハウス（1968年）

工事の第2段階（1963年－1967年）では、建物の外壁および屋根となるシェルの建設が始まった。コンクリート・シェルは当初の案では大小の放物線の形が連続する予定になっていたが、構造設計家のオヴ・アラップ（Ove Arup）率いるアラップ（Ove Arup and partners）はあらゆる補強方法による放物線案を試した末、この案を実際に建設する解決策はないと結論付けた。
シェルの施工方法をめぐって、放物線形状に代わってさまざまな案が検討されることになった。1961年半ば、ウッツォンは構造設計家たちに自分なりの解決案を手渡した。これはシェルをすべて同じ半径の球面から切り出される細い三角形のリブ（肋骨材）の集合体として構成するものであった（この屋根の構造は、オレンジの皮を剥いた形から発想されたものである、とも言われている）。この案は構造設計家の賛同を得たのみならず、工期を当初の予定よりも大幅に削減するものであり（球面を構成するコンクリートリブは、あらかじめ工場で成型し現場で組み立てるプレキャスト方式とされ、屋根の100万枚のタイルも高所作業ではなく地上作業で貼り付けておくことが可能になった）、さらに現在シドニー・オペラハウスといえば思い出す特徴的な鋭い形状の屋根デザインを生み出すことにもなった。
オヴ・アラップ社はシェルの構造設計をついに完成させ、シェルの建設を監督した。オヴ・アラップはこの構造設計で、後に世界に名をはせることとなった。1962年4月6日の計画では、シェルは1964年8月から1965年3月までの間に完成することになっていた。しかし工事は遅れ、1965年にはシェルの完成を1967年7月に見込むこととなった。
第3段階（1967年－1974年）の内装工事は、ウッツォンが1963年2月に自分の事務所を全部デンマークからシドニーに移転させた時点から始まった。ウッツォンは当時、シドニーに拠点を置く独創的な合板業者ラルフ・サイモンズとともに、合板を利用した内装の設計を行っていたが、劇場の音響など問題は山積していた。しかし、1965年に選挙で州政府の顔ぶれが変わり、新しいロバート・アスキン首相の内閣は工事費が当初予算より膨れ上がったオペラハウス計画は公共事業省の管轄下に移すと宣言した。1965年10月、ウッツォンは公共事業相のデイヴィス・ヒューズ（Davis Hughes）に対し、第3段階工事の完成予定日に向けた自らのスケジュールを提出したが、ヒューズはウッツォンに対する内装試作品の制作許可を保留にした。
この事件をきっかけに、ウッツォンは計画からの引き上げを強いられることになり、1966年2月28日にオペラハウスの設計者を辞任した。ウッツォンは、ヒューズが彼に対する一切の支払いを拒否したこと、協力関係を築けなかったことが辞任の原因だと述べ、地元や建築界に騒動を起こした。1966年3月、ヒューズはウッツォンに対し、建築設計者からやや格下げした「デザイン建築家」の地位を打診し、新たに就任した建築設計者たちの委員会の下で働くように要請したが、彼はオペラハウス建設の監督の権限のない地位への就任を拒絶した。ウッツォンは再び拠点をデンマークに戻してシドニーを去り、このとき以来、生涯二度とオーストラリアの地を踏まなかった。
当初700万ドルを予定していたオペラハウス計画の費用は、1966年10月の時点で2,290万ドルに達していたが、これは最終的な費用における4分の1にも達していない。

### ウッツォン離脱後の建設

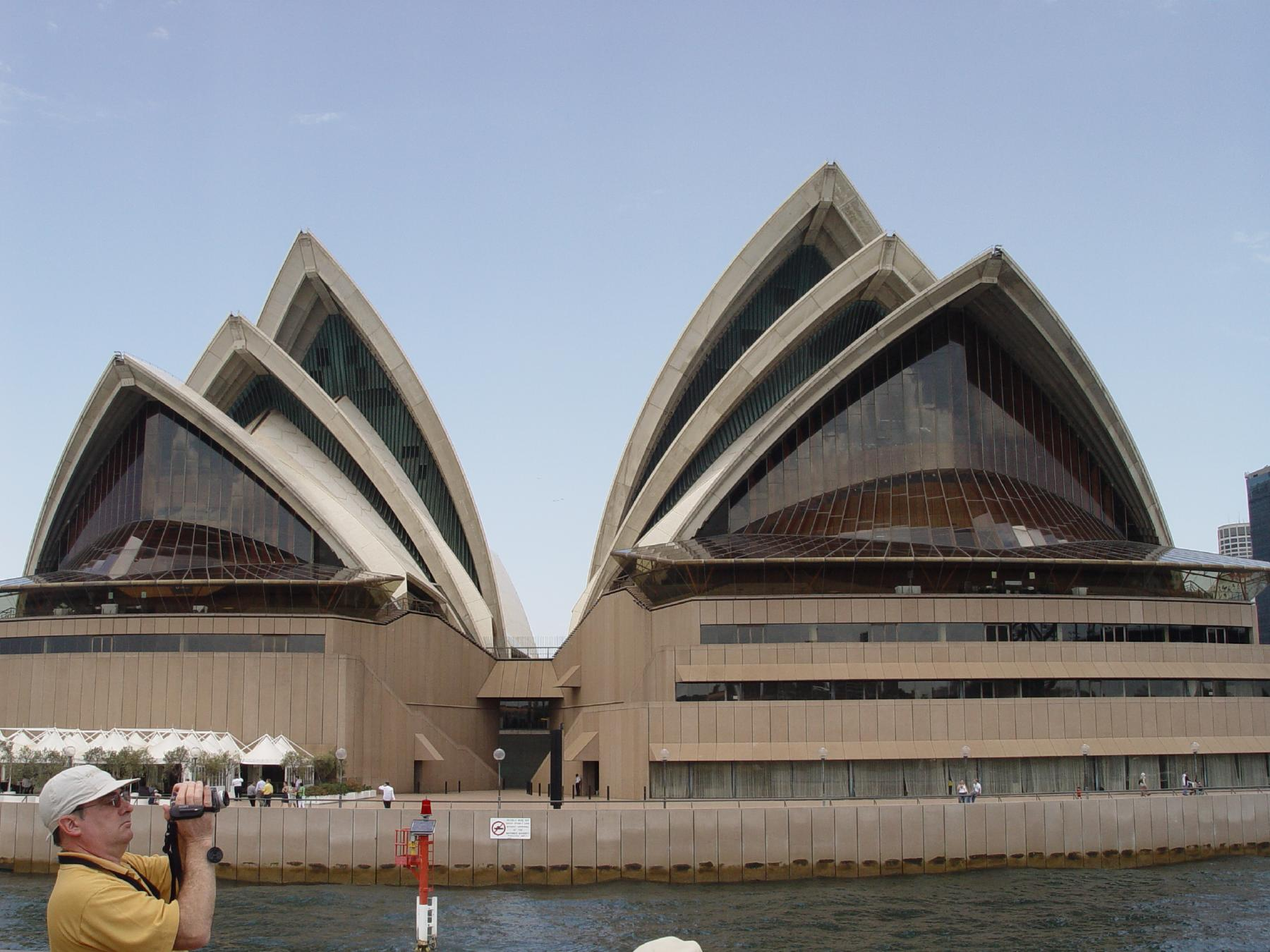
左がオペラ劇場、右がコンサートホール

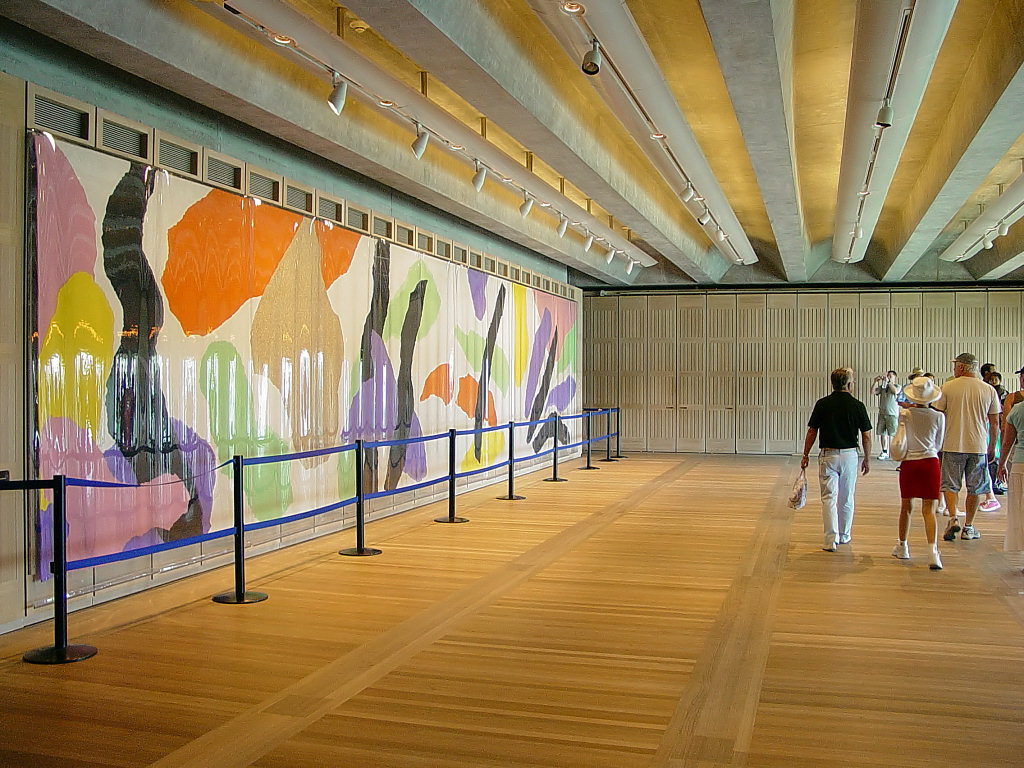
後年、オペラハウス内の一部が改装され、ウッツォンの当初の内装デザイン通りに施工された

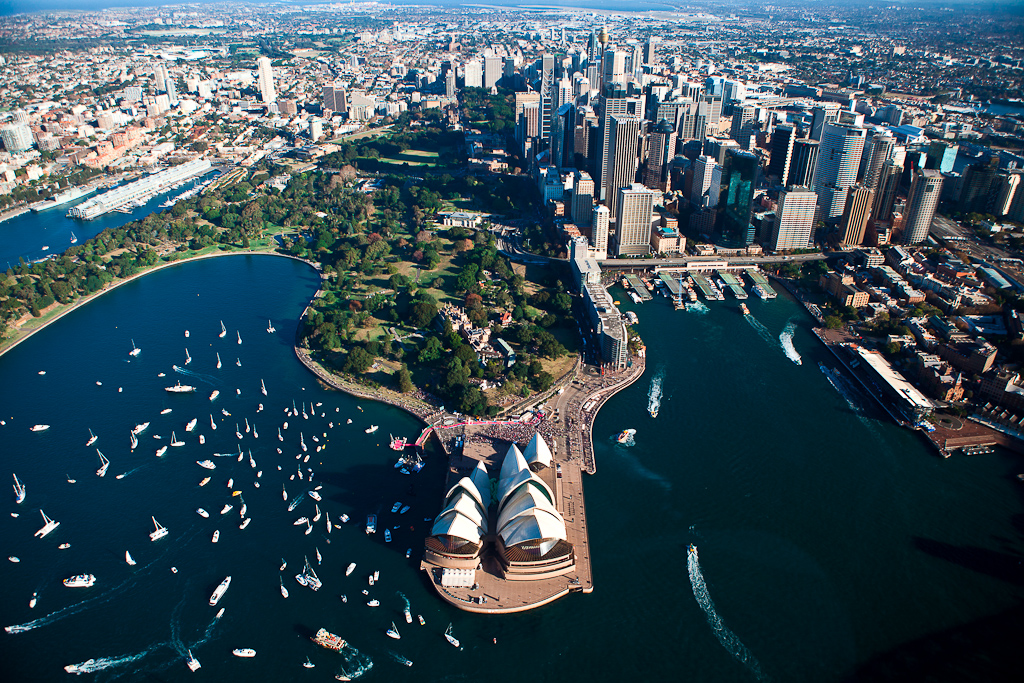
岬（ベネロング・ポイント）の先端に立つシドニー・オペラハウスの空撮

ウッツォン辞任の時点で、工事の第2段階はまだ続いていた。彼の地位は数人の建築家に引き継がれることとなった。ピーター・ホール（Peter Hall）がまず設計者の地位を受け継ぎ、内装に責任を負った。その年のうちに政府の建築家E.H.ファーマーや、D.S.リトルモア、ライオネル・トッドらが設計者の地位につき、共同で建設の監督にあたった。
ウッツォンの離脱後にデザインに変更があったのは4箇所はである。
1. 台壁の覆いと舗装材。台壁は当初むき出しのままの予定で、海面下まで覆いをかぶせられる予定はなかった。周囲の舗装材も、ウッツォンが当初選んだ材料とは異なっている。
2. ガラス壁の建設方法。ウッツォンは合板であらかじめ作っておいた窓の縦仕切り材をシステマチックに使用してガラス壁建設を簡略化する予定であった。ウッツォン離脱後、建築家たちはガラスのはめ込み方について独創的で簡便な方法を考案したが、問題意識は偶然同じでもデザインはウッツォンのものと異なっている。
3. ホールの利用目的。大ホールは当初オペラやコンサートを行う多目的ホールとする予定が、ウッツォン離脱後はコンサート専用ホールになった。演劇専用に予定された小ホールには、オペラも上演可能な機能が追加された。さらに二つ劇場が追加されたため、建物内部の平面計画（間取り）は完全に変更され、すでに設計され大ホールに搬入されていた舞台用の機械類は搬出されてほとんどが廃棄された。
4. インテリアデザイン。ウッツォンによる合板製の廊下のデザインや、大小ホール内の音響用デザイン、座席のデザインなどは完全に没となった。ウッツォンはホールの音響をデザインの基礎においており、内壁や座席などのデザインは簡便化のためモジュール化され、同時に音響的にも完璧であることが求められていた。現在の内装は次善の策といえる。

こうしてオペラハウスは1973年に完成した。州政府による当初の完成予定日は1963年1月26日であったため、10年遅れの完成であった。また総工費は1億200万ドルに達し、当初予定の700万ドルの14倍以上になった。工費は宝くじ資金などにより1975年に完済された。
オペラハウスに設置される世界最大級のパイプオルガン、「グランドオルガン」は1979年にようやく完成した。1988年、オーストラリア建国200周年を記念してベネロン・ポイント西側に遊歩道が完成した。1999年には5番目の劇場であるプレイハウスが追加された。
2000年、ウッツォンとの間で、オペラハウスの一部内装の再デザインの合意が交わされ、当初のウッツォンの内装案がレセプションホールに実現した。2003年、ウッツォンはオペラハウス設計の栄誉をたたえられ、シドニー大学から名誉博士号を授与された。高齢で旅行ができないウッツォンに代わり息子が受け取ったが、同時にウッツォンに対しオーストラリア勲章やシドニー市の鍵なども授与された。

### 開館
1973年10月20日の杮落としではエリザベス2世が来場し、ベートーヴェンの第九を演奏した。
杮落としに先立ち、完成していた建物では二つのパフォーマンスが行われた。9月28日には、セルゲイ・プロコフィエフ作曲のオペラ『戦争と平和』がオペラ劇場で上演された。9月29日には、コンサートホールでの最初の演奏会が行われた。チャールズ・マッケラスの指揮、ビルギット・ニルソンの歌唱によりシドニー交響楽団が演奏を行っている。
なおオペラハウスの工事中にも、作業員に対し数多くのランチタイム・コンサートが行われた。未完成のオペラ劇場で1960年、最初にパフォーマンスを行ったのは、黒人バス・バリトン歌手のポール・ロブスンである。
シドニーオペラハウスは、オーストラリアを舞台にした様々な映画のほか、映画の一場面で舞台がオーストラリアに移ったことを説明するシーンなどにもたびたび登場している（エスタブリッシング・ショット。例：インディペンデンス・デイ、ファインディング・ニモなど。2004年に公開された日本映画『ゴジラ FINAL WARS』ではゴジラとジラの戦闘で大規模に破壊されるシーンが演出されている）。
1998年にはオペラハウス前で長野オリンピック開会式のための第九合唱が行われ、2000年のシドニーオリンピックでは聖火リレーの舞台になったほかトライアスロン競技のスタート地点にもなった。

## 世界遺産
シドニー・オペラハウスは、1981年の第5回世界遺産委員会で最初に推薦された。この時は「周辺一帯を含むシドニー・オペラハウス」(The Sydney Opera House in its Setting) として、ハーバーブリッジなども含めた登録を目指していた。しかし、ICOMOSによる消極的意見に基づいて、オーストラリアは推薦を取り下げた。 
その後、ニュージーランド・クライストチャーチで開催された第31回世界遺産委員会（2007年）において、オーストラリア国内で17番目、文化遺産としては王立展示館とカールトン庭園（メルボルン）に次いで、2番目の世界遺産に登録されることが決定した。なお、これまでに登録された世界遺産の中では、年代的に最も新しいものとなった。
中核地域はシドニー・オペラハウスのみが構成物件に指定されたが、緩衝地域としてハーバーブリッジや王立植物園も含まれている。

### 登録基準
この世界遺産は世界遺産登録基準のうち、以下の条件を満たし、登録された（以下の基準は世界遺産センター公表の登録基準からの翻訳、引用である）。
- (1) 人類の創造的才能を表現する傑作。

## ギャラリー

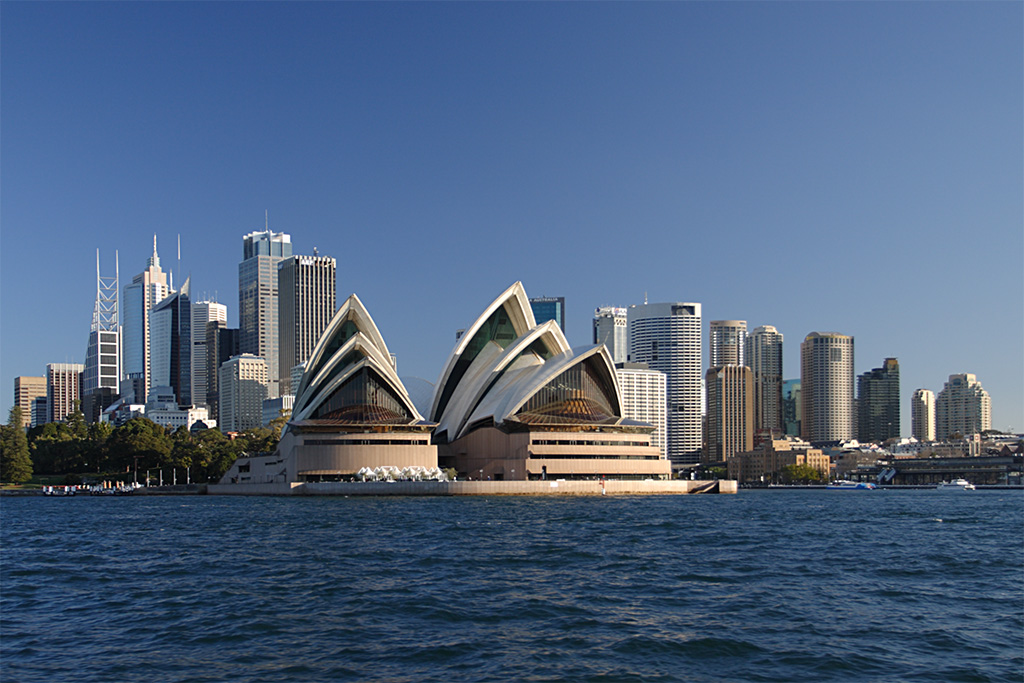
オペラハウスとシドニーの高層ビル群
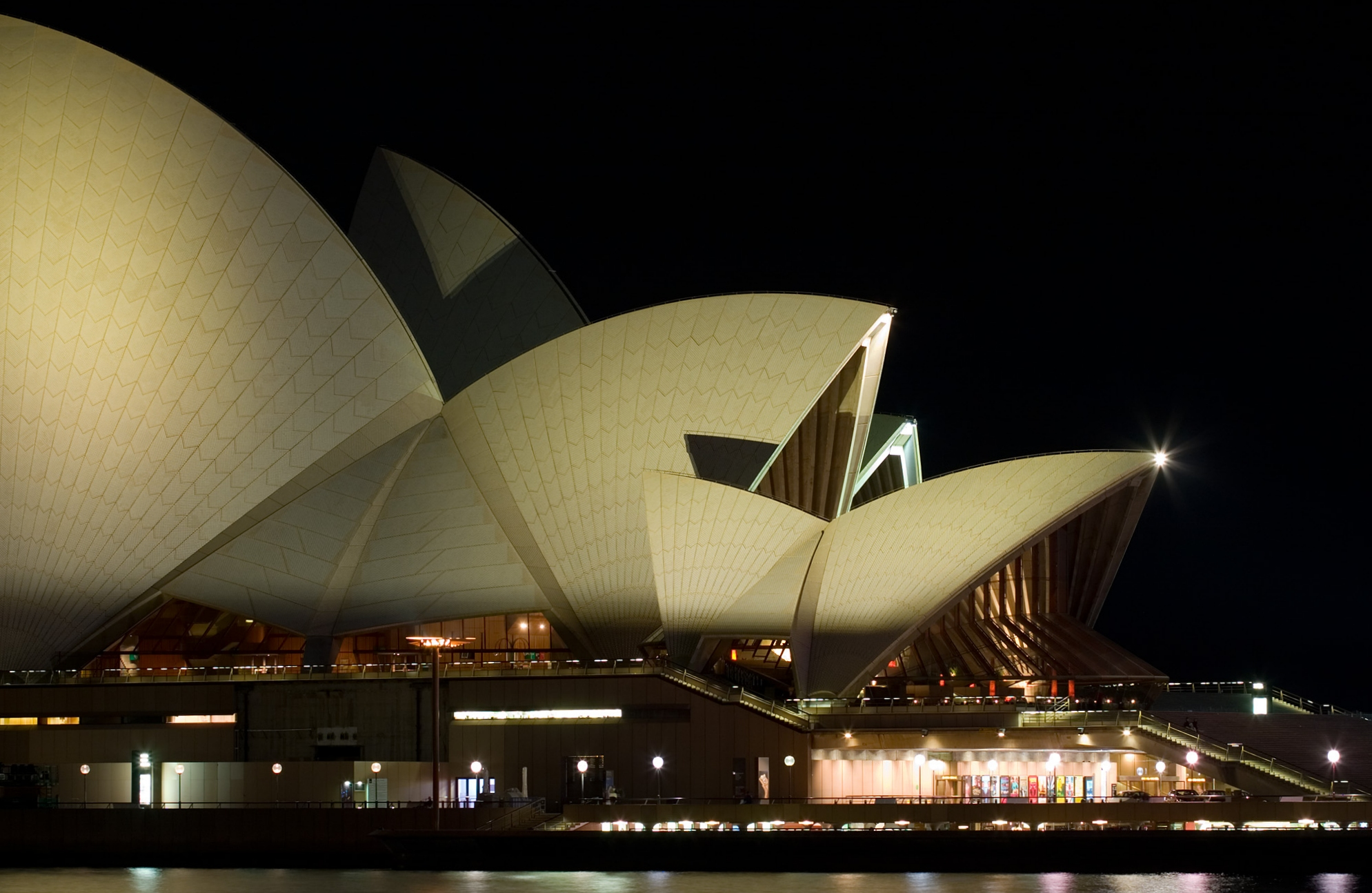
オペラハウスのクローズアップ
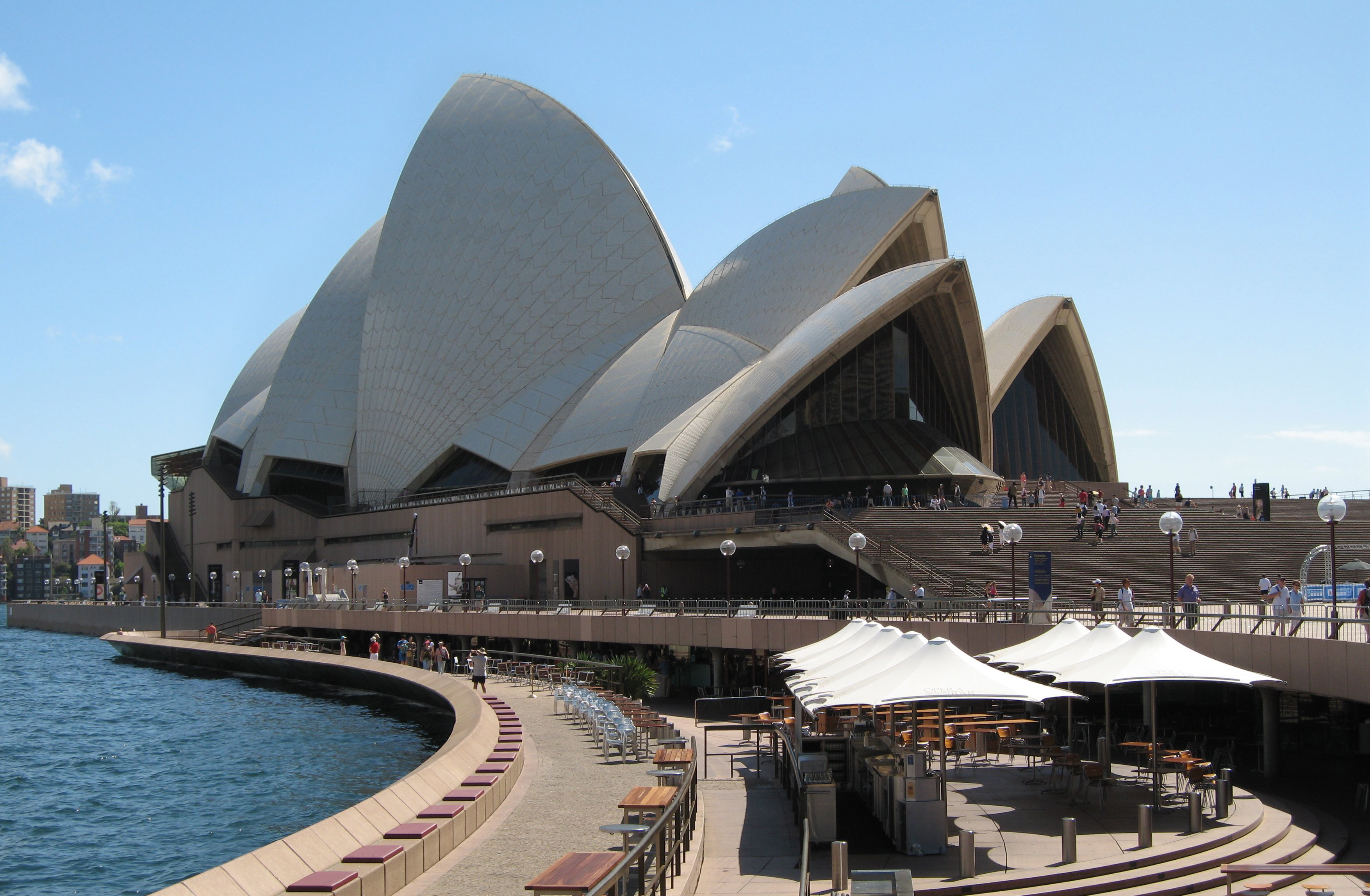
オペラハウスへのアプローチ
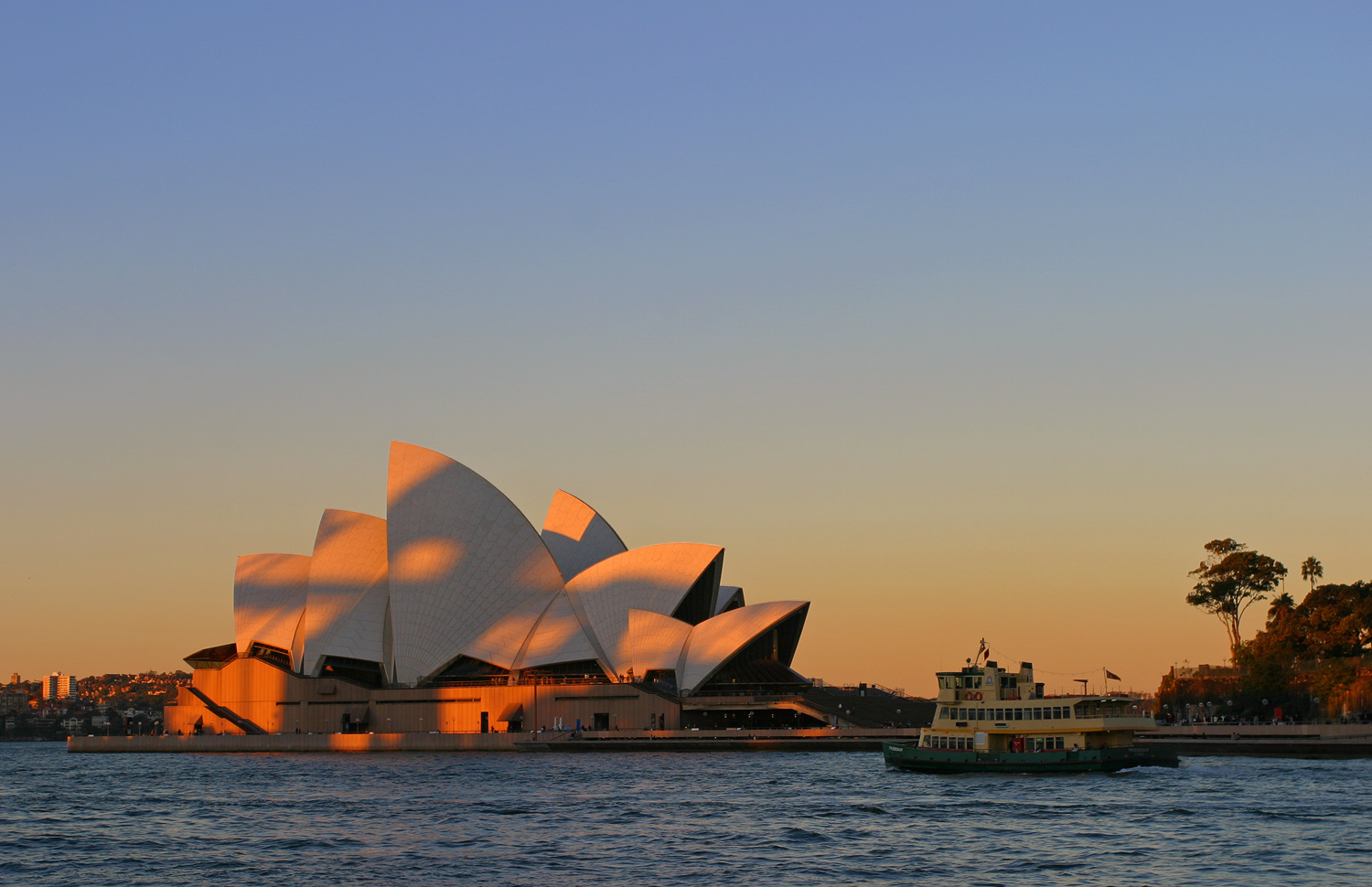
夕暮れのオペラハウス
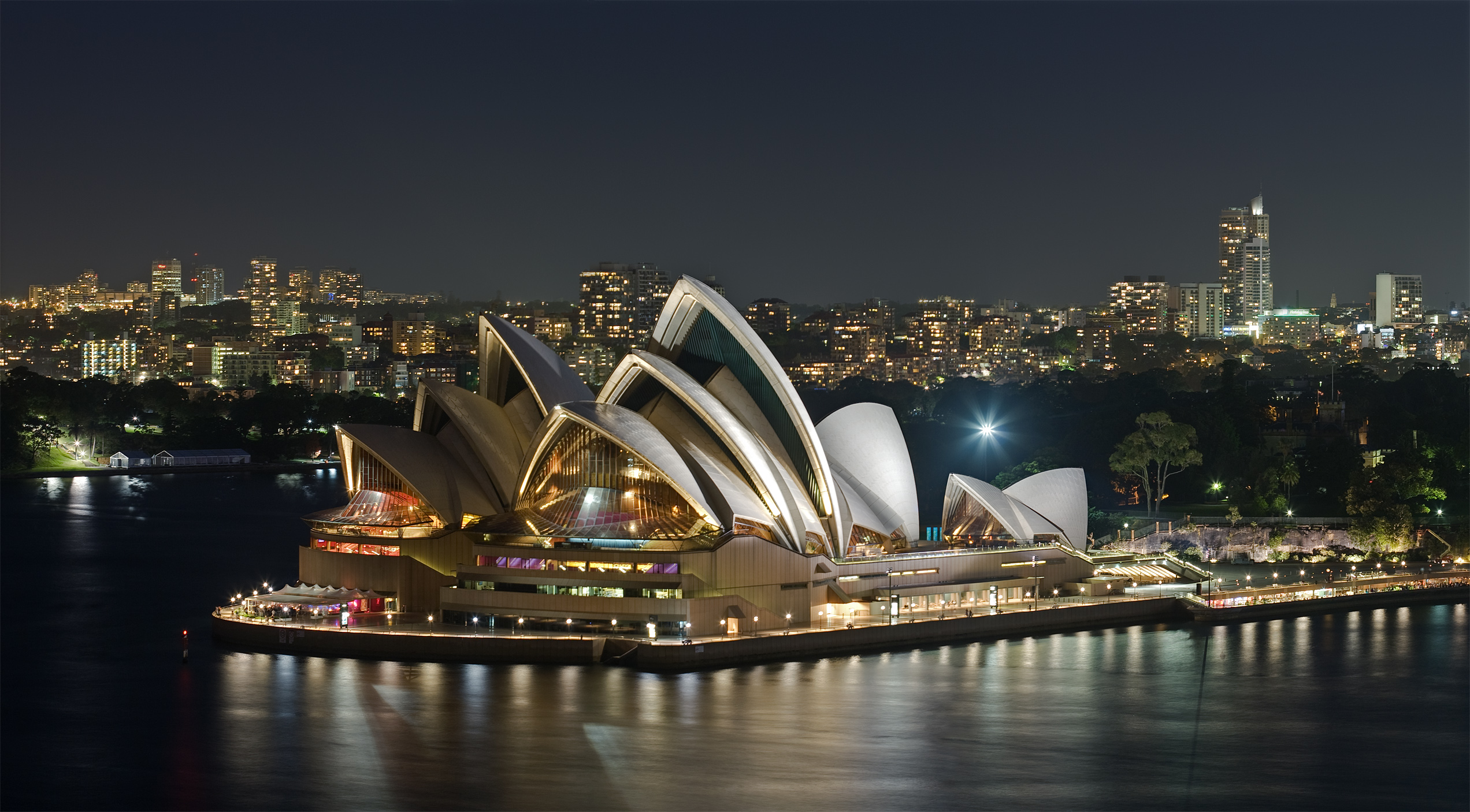
夜のオペラハウス
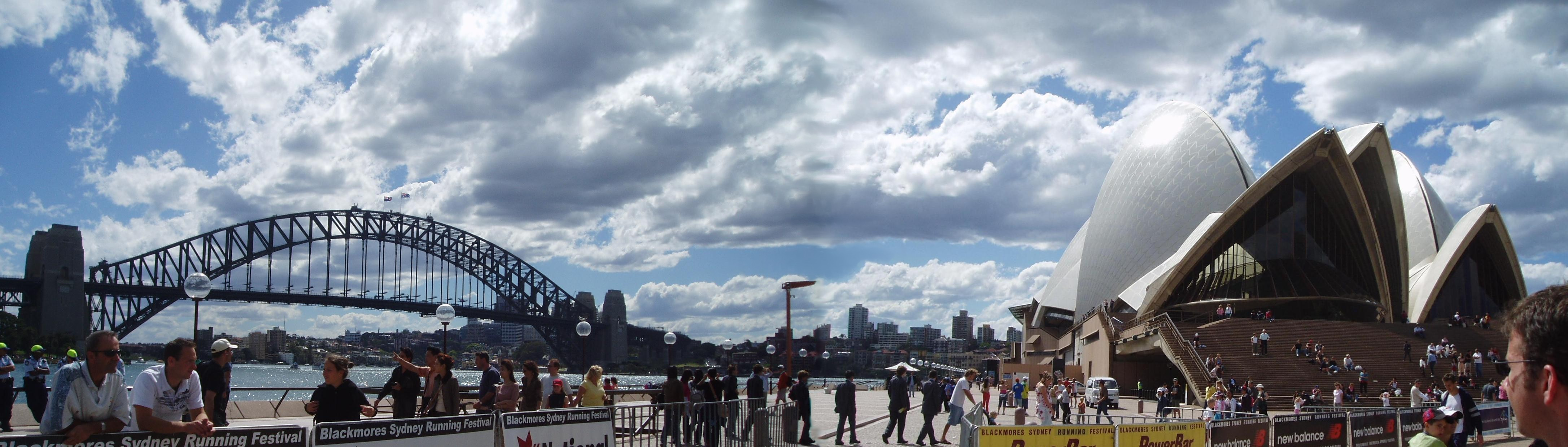
ハーバーブリッジとオペラハウスのパノラマ
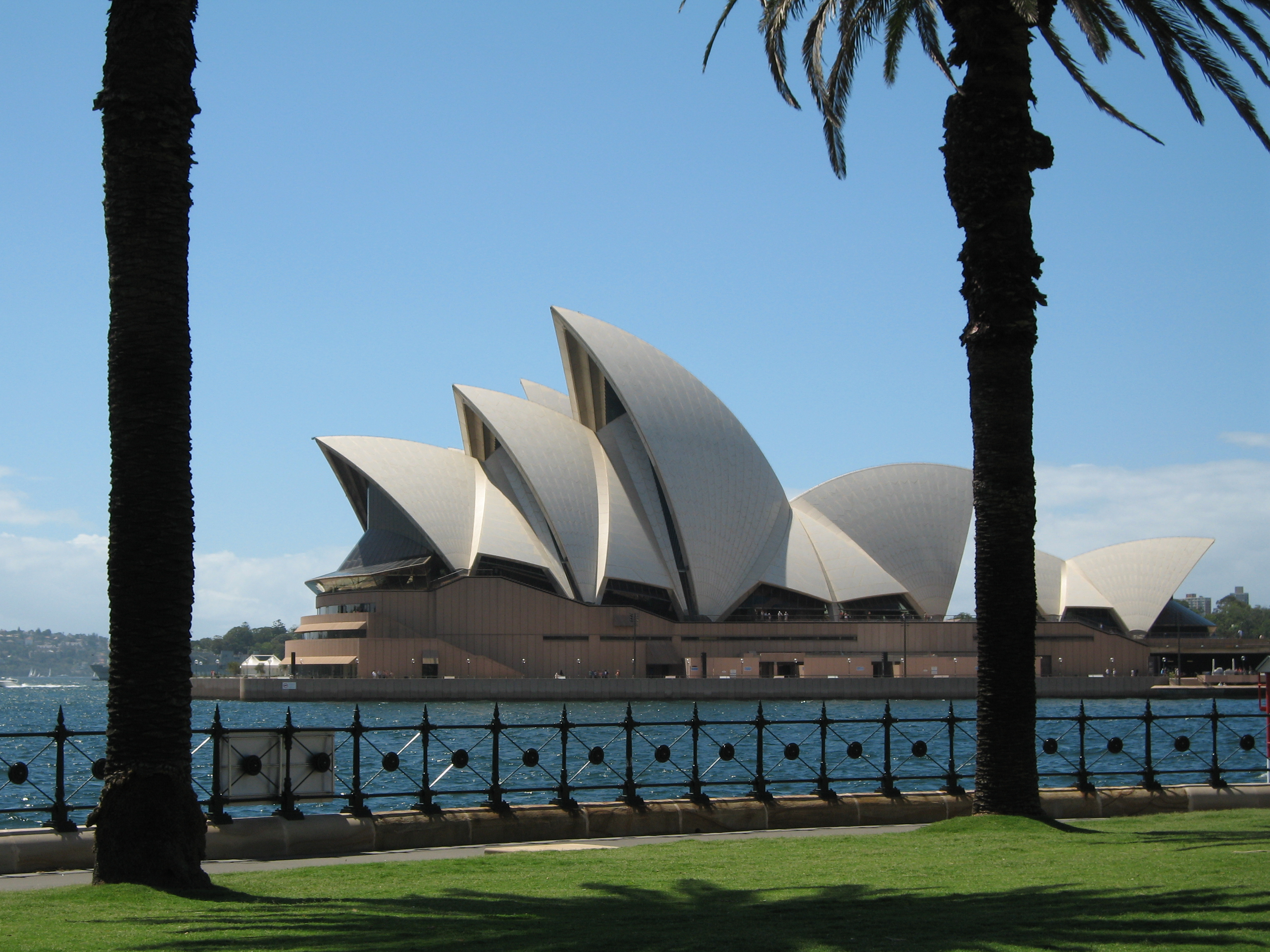
隣の岬から見たオペラハウス
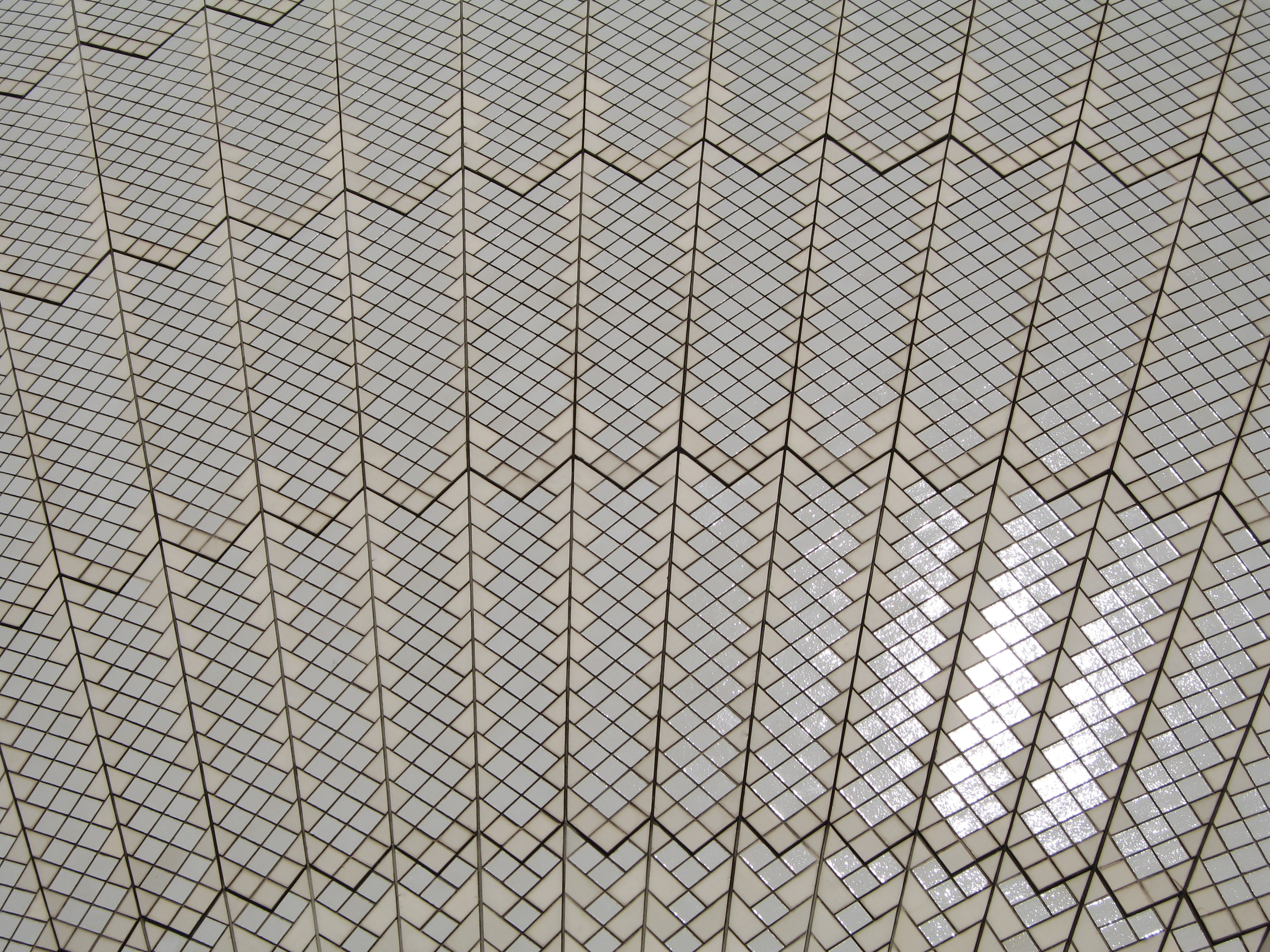
オペラハウスの屋根のタイル（細部）
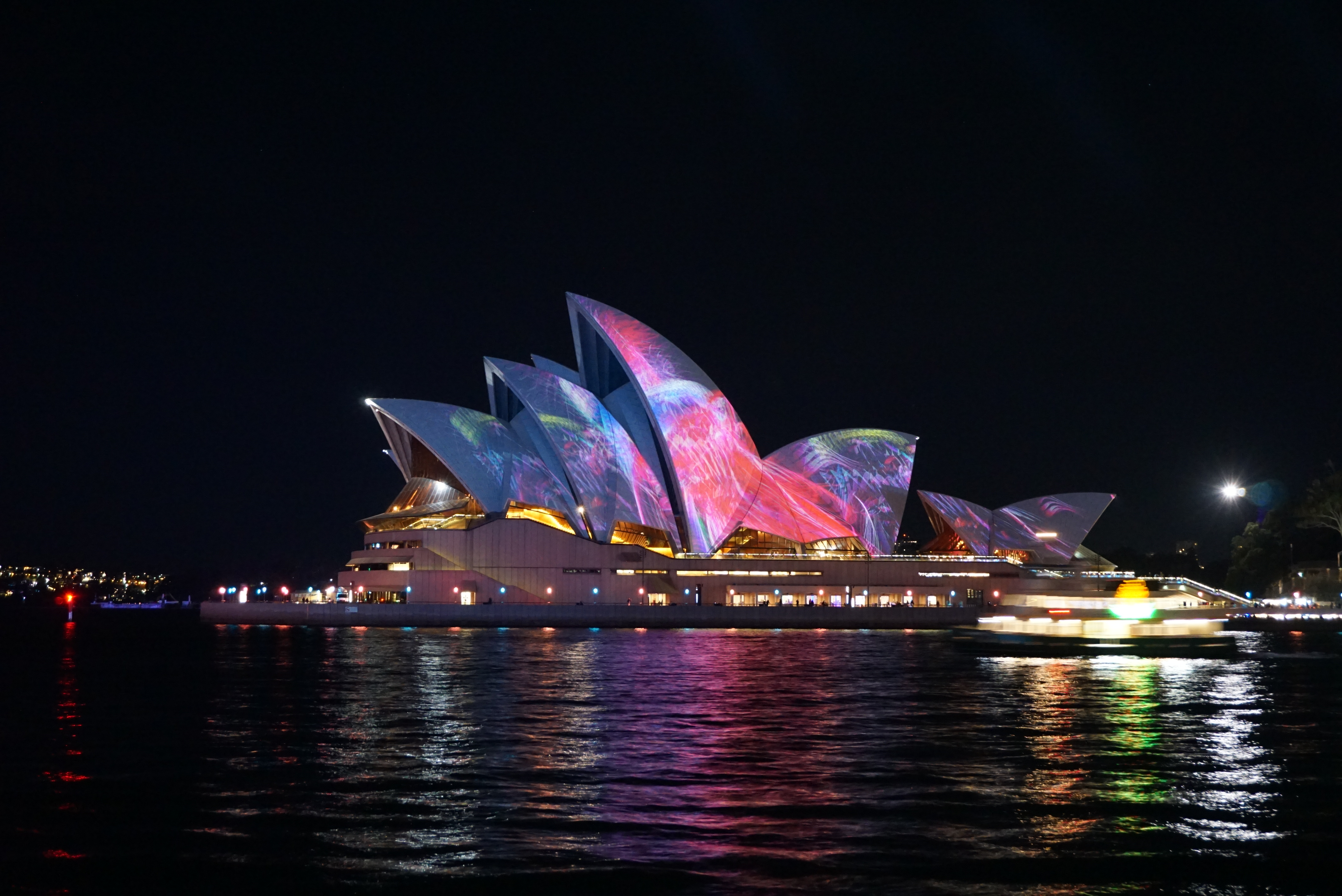
Vivid Sydney (2019)